# 비바모빌리티 브라보
비바모빌리티 브라보는 비바모빌리티가 대우 라보의 디자인을 참고한 자동차이다.